# L'Enfance d'un chef (film)
Pour les articles homonymes, voir L'Enfance d'un chef (homonymie).
Pour plus de détails, voir Fiche technique et Distribution.
L'Enfance d'un chef (The Childhood of a Leader) est un film franco-américain réalisé par Brady Corbet et sorti en 2015. C'est une adaptation libre de la nouvelle du même titre de Jean-Paul Sartre, publiée en 1939.

## Synopsis
Un jeune Américain grandissant en France à la fin de la Première Guerre mondiale assiste aux tractations du traité de Versailles, qui ont sur le développement de sa pensée une grande influence.

## Fiche technique
- Titre original : The Childhood of a Leader
- Titre français : L'Enfance d'un chef
- Titre québécois :
- Réalisation : Brady Corbet
- Scénario : Brady Corbet et Mona Fastvold, d'après L'Enfance d'un chef de Jean-Paul Sartre
- Direction artistique : Nora Takacs
- Décors : Jean-Vincent Puzos
- Costumes : Andrea Flesch
- Photographie : Lol Crawley
- Son :
- Montage : David Jancso
- Musique : Scott Walker
- Production :
- Société(s) de production :
- Société(s) de distribution : Front Row Filmed Entertainment
- Budget :
- Pays d'origine :  États-Unis et  France
- Langue originale : français, anglais
- Format :
- Genre : drame historique
- Durée : 115 min
- Dates de sortie :
  -  Italie : 5 septembre 2015 (Mostra de Venise)
  -  États-Unis : 22 juillet 2016 (sortie limitée)

## Distribution
- Robert Pattinson : Charles
- Liam Cunningham : le père
- Bérénice Bejo : la mère
- Stacy Martin : la professeur
- Sophie Curtis : Laura
- Rebecca Dayan : Edith
- Michael Epp : l'économiste
- Jeremy Wheeler : M. Deputy
- Scott Alexander Young : le conseiller
- Yolande Moreau : la femme de ménage
- Jacques Boudet : le prêtre

## Distinctions
- Mostra de Venise 2015 : 
  - Prix de la meilleure première œuvre
  - Prix du meilleur réalisateur de la section Orizontti pour Brady Corbet